# Urweltmuseum Aalen

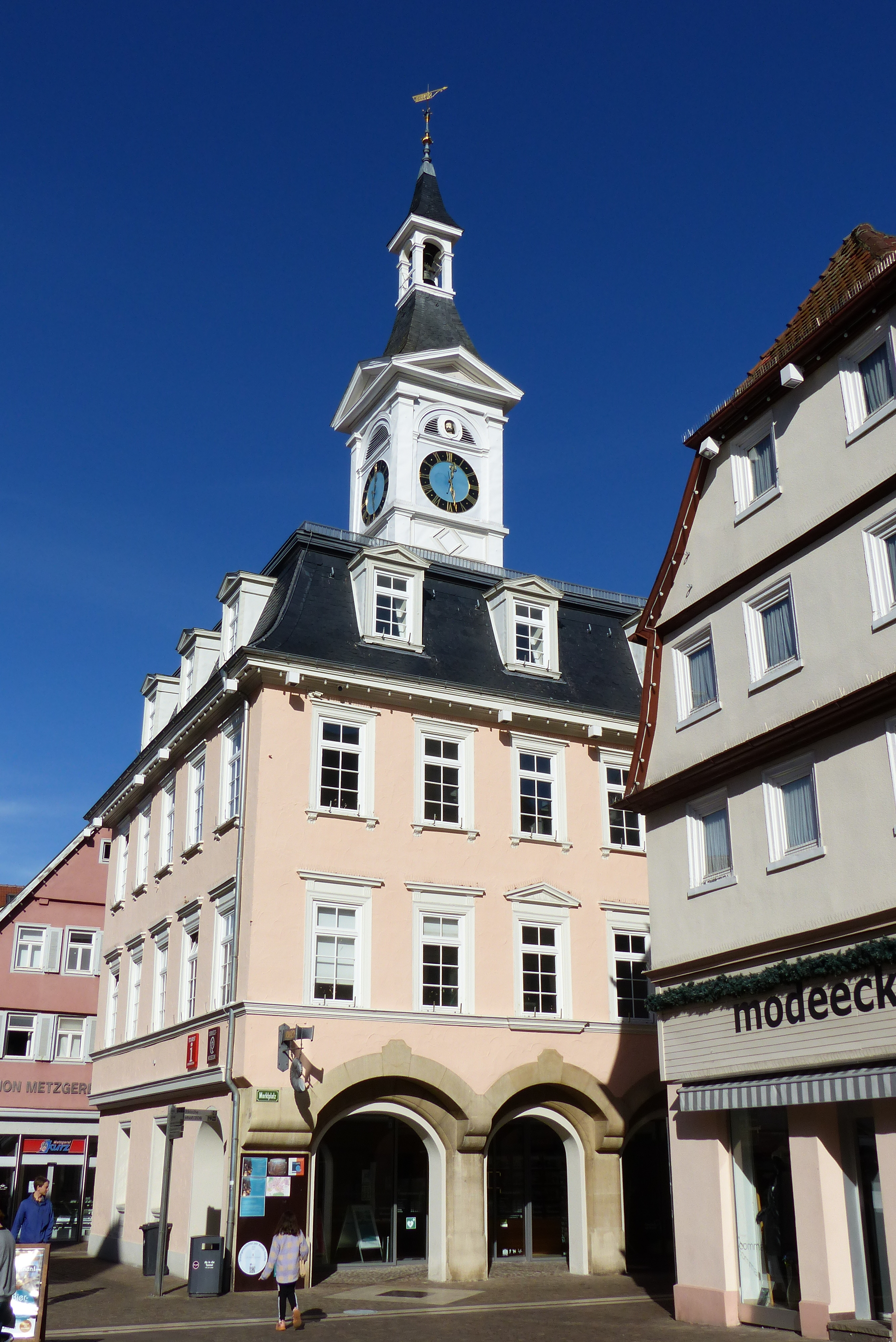
Historisches Rathaus von Aalen

Das Urweltmuseum Aalen ist das größte städtische Museum für Geologie und Paläontologie in Baden-Württemberg. Die Stadt Aalen ist die Kreisstadt des Ostalbkreises und liegt am nordöstlichen Rand der Schwäbischen Alb. Die musealen Ausstellungsräume des Urweltmuseums befinden sich im alten reichsstädtischen Rathaus mit dem Spionturm mitten im historischen Zentrum der Stadt.
Aalen und sein Umland gelten seit langer Zeit als ein „Geologenmekka“ der Jurazeit. Gesteine des Schwarzen Jura, des Braunen Jura und des Weißen Jura stehen in unmittelbarer Umgebung an. Außerdem befanden sich am Hausberg der Stadt, dem Braunenberg, die größten deutschen Eisenerzgruben, die den Braunen Jura besonders gut erschlossen. Die unteren beiden Braunjurastufen wurden im 19. Jahrhundert nach der Stadt Aalen als „Aalenium“ bezeichnet. Der Bergbau brachte zudem viele Fossilien ans Tageslicht, die in naturkundliche Sammlungen über die ganze Welt verstreut wurden, aber in Museen der Region Ostalb selbst relativ wenig vertreten sind.

## Dauerausstellung
Über die traditionsreiche Bedeutung des Aalener Raumes in der Geologie kann sich der Besucher im Museum auf zwei Stockwerken umfassend informieren. Beim Rundgang durch die Ausstellung gelangt man in immer jüngere geologische Schichten, beginnend mit Fossilien des Muschelkalks und des Keupers (Trias) und endend mit Funden aus dem Quartär. Der Schwerpunkt der Sammlung liegt natürlich auf der Jurazeit.
Eine besondere Attraktion stellen die etwa 1000 sehr sorgfältig präparierten Versteinerungen dar, die vor allem die Fauna des flachen, tropischen Jurameeres lebendig werden lassen, das weite Bereiche Europas überflutete. So beeindrucken besonders die Exponate von Seelilien, Seeigeln, Korallen, Muscheln, Fischsauriern, Belemniten, zahllosen Ammoniten, darunter außergewöhnliche Stücke, wie die pyritverzierten sogenannten Goldammoniten und die mächtigen Gehäuse von Riesenammoniten. Fast alle Fossilien und Gesteine stammen aus der näheren und weiteren Umgebung Aalens. Zu bestaunen gibt es auch fossile Schädel (Nachgüsse) von Großsauriern, eine Station ermöglicht Einblicke in die Welt der Mikrofossilien.
Zur besseren Veranschaulichung der urzeitlichen Welt dienen Tier-Rekonstruktionen, eine Videostation und zahlreiche Objekte zum Anfassen.
Begleitend erhält man auf Infotafeln und Schaubildern geologische Grundkenntnisse, erfährt, wie die Ostalb entstanden ist und bekommt einen Einblick in den Aufbau des Südwestdeutschen Schichtstufenlands.
Hinweise auf geologische und paläontologisch-archäologische Besonderheiten der näheren Umgebung runden die Ausstellung ab. So werden Besucher auf die Entstehung des Nördlinger Rieses und des Steinheimer Beckens durch Meteoriteneinschläge und auf das UNESCO-Welterbe Höhlen und Eiszeitkunst der Schwäbischen Alb mit ihren spektakulären Funden in Höhlen der Flusstäler von Lone und Ach aufmerksam gemacht.
Sowohl für die Programmgestaltung des Museums als auch für die Betreuung und Ergänzung der Sammlung durch Neufunde sorgt die Geologengruppe Ostalb e. V. Ihr Vorsitzender Ulrich Sauerborn hat seit 1988 die Leitung des Museums inne.
Das Urweltmuseum ist Sitz der Geologengruppe und offen für Forschungsarbeiten. Von 2008 bis 2022 war im Museum eine Infostelle des UNESCO Global Geoparks Schwäbische Alb lokalisiert.

## Sonderausstellungen und mehr
Immer wieder präsentiert das Museum Sonderausstellungen zu populären Themen oder/und Neufunden, zum Beispiel:
- 2010/2011/2012: Calcite – Glitzernde Kristalle der Ostalb[5]
- 2019/2020: Donnersteine, Teufelsfinger, Votivbilder – Geheimnisvoller Volksglauben

Es wird auch ein reichhaltiges museumspädagogisches Programm angeboten (unter anderem Führungen, Präparierkurse, Sommerferienprogramm, Lesungen, Feier von Kindergeburtstagen). Im Museumsshop findet der Besucher Fachliteratur, geologische Karten, DVDs sowie Fossilien, Mineralien und weitere Souvenirs.

## Geschichte
1977 wurde das Museum gegründet und zunächst unter dem Namen „Geologisch-Paläontologisches Museum Aalen“ der Öffentlichkeit übergeben. Federführend für die inhaltliche Konzeption und Texterarbeitung waren der kenntnisreiche Amateurgeologe und Paläontologe Fritz Sauter (1915–1984), der Juwelier und Gemmologe Rüdiger Mallwitz sowie der Physiker und Paläontologe Rudolf Schlegelmilch (1931–2018). Für Gestaltung, Design, Visualisierung und Fotos sorgte Alfred Lutz von der Hochschule für Gestaltung Schwäbisch Gmünd.
Die Schausammlung des Museums basiert hauptsächlich auf Objekten der Privatsammlung von Fritz Sauter, dem langjährigen Vorsitzenden der Geologengruppe Ostalb und Betreuer des Museums. Nach dem Tode von Fritz Sauter wurde das Museum 1985 in „Urweltmuseum Aalen“ umbenannt. 1998 wurde das Museum mit der August-Wetzler-Medaille ausgezeichnet.

## Exponate

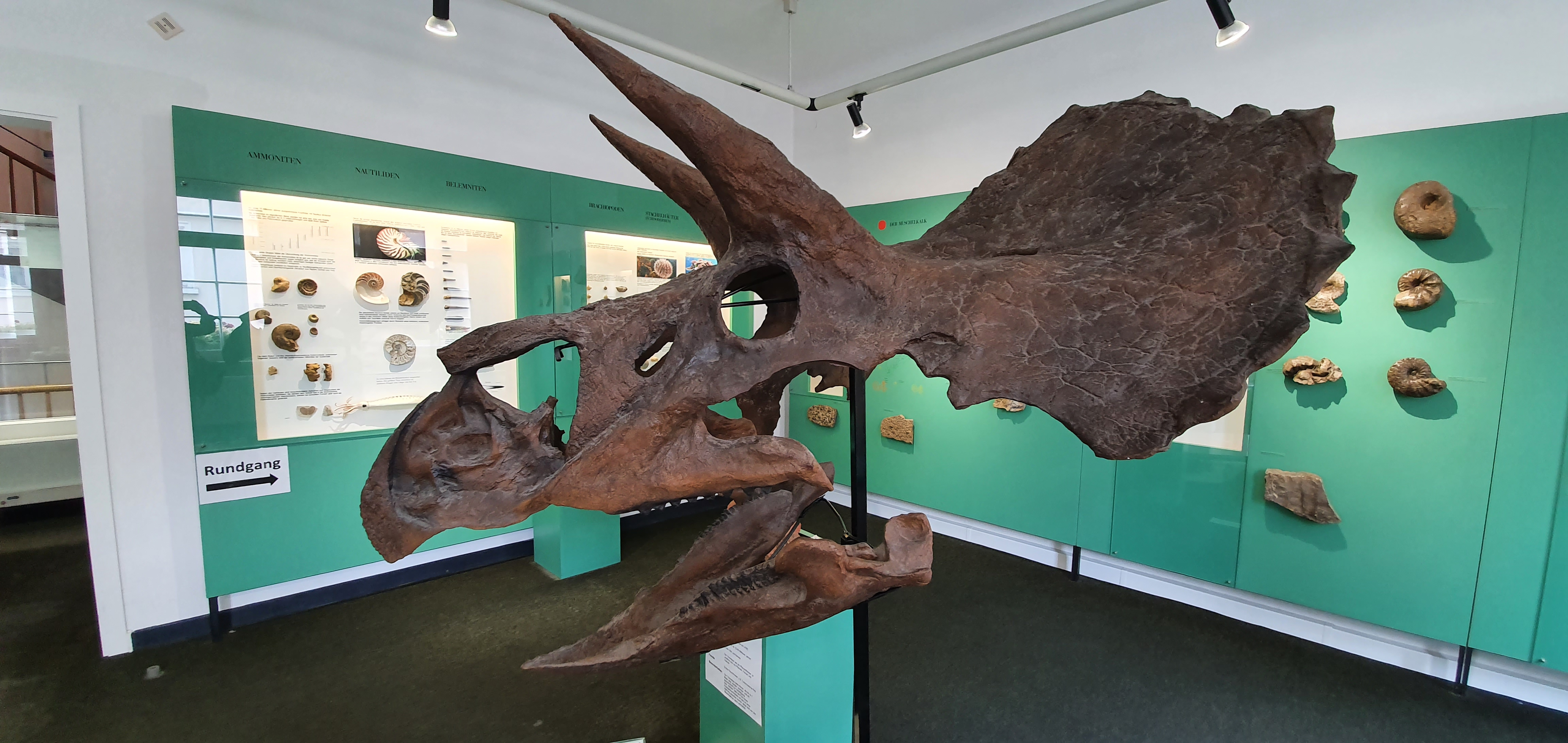
Schädel eines Triceratops
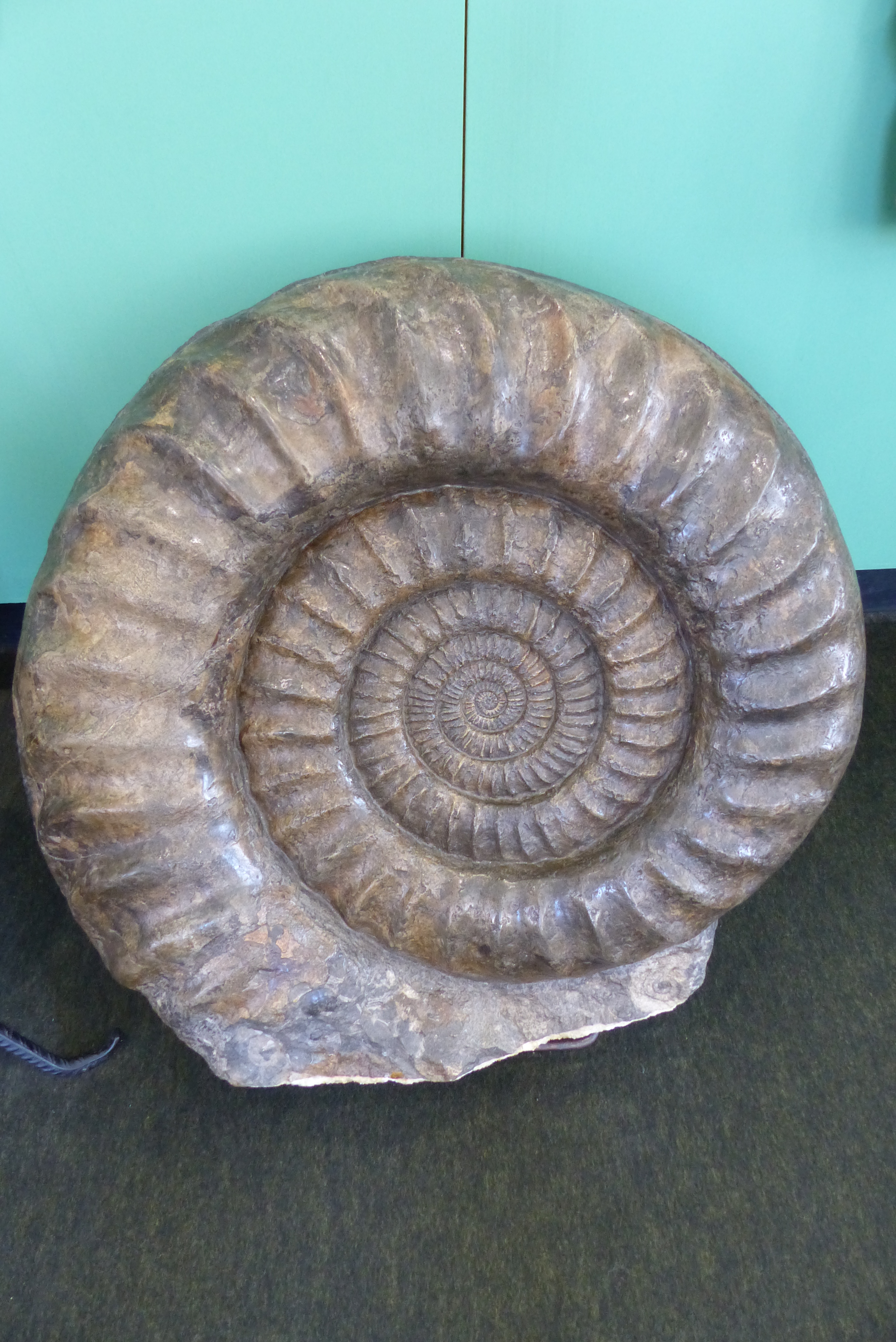
Riesenammonit (Ariet)
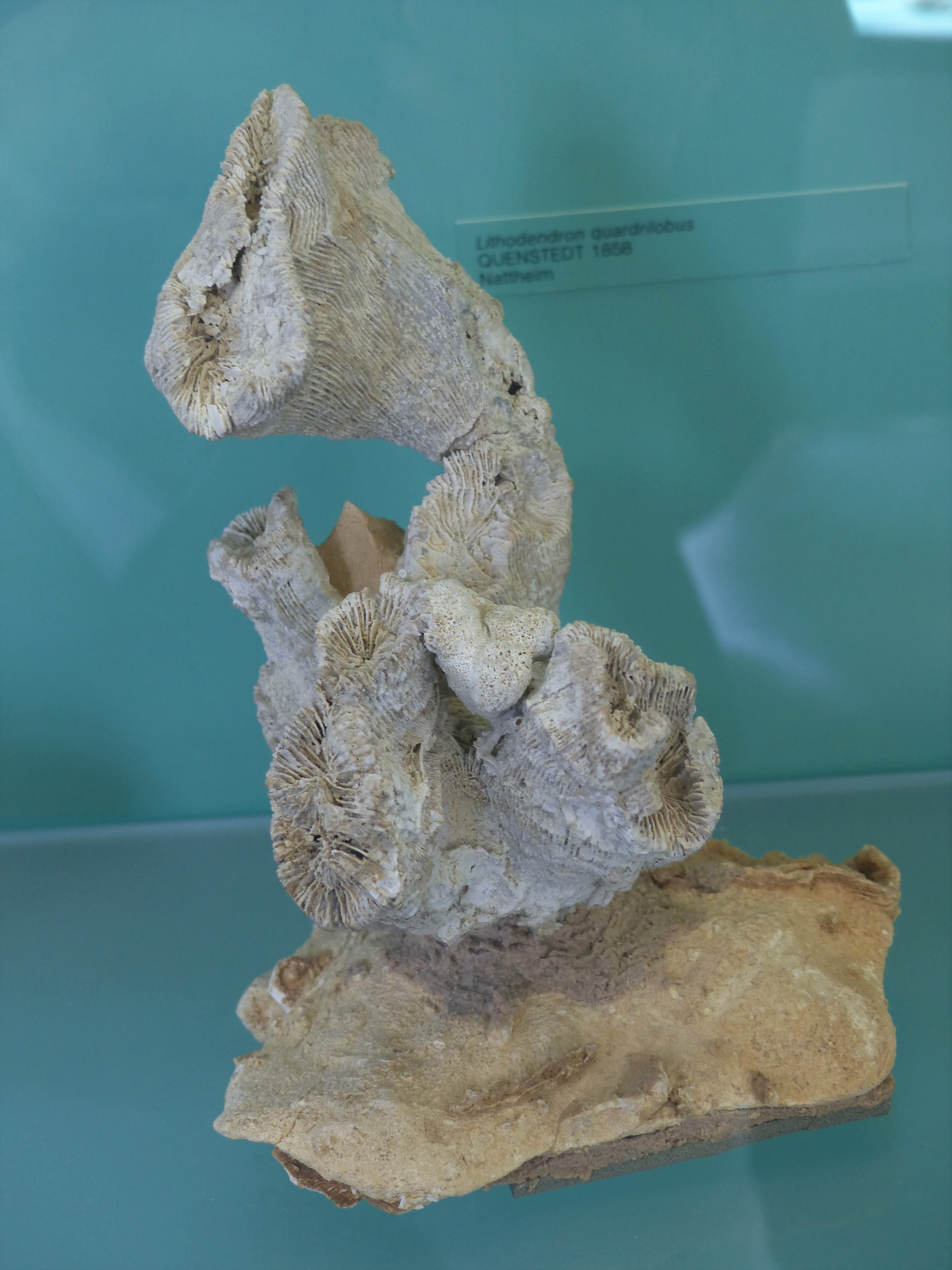
Verkieselte Korallen aus Nattheim
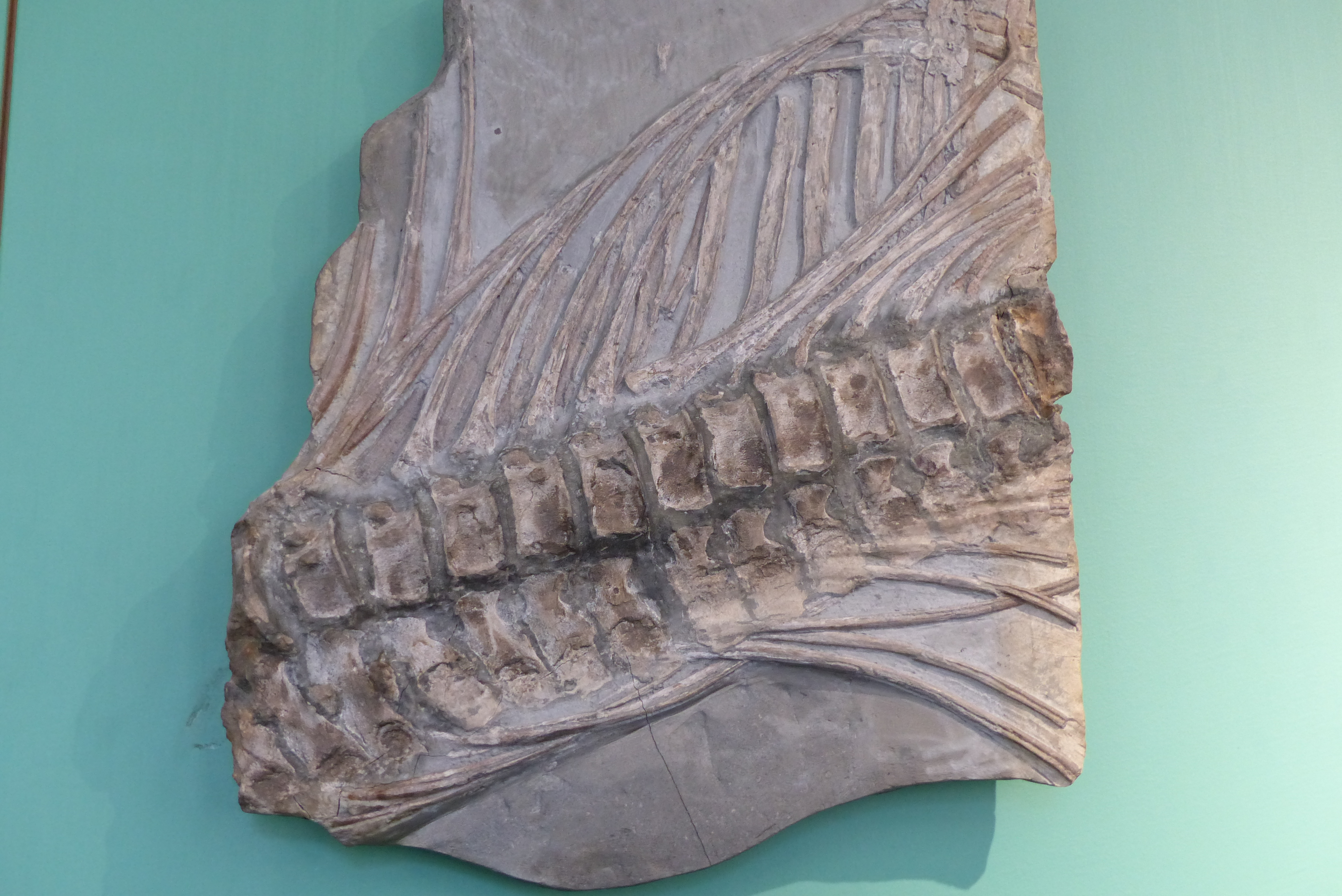
Wirbel und Rippenteile eines Ichthyosaurus